# حزب الوعد
حزب الوعد، أو وعد (وطني علماني ديمقراطي)، هو حزب سياسي لبناني أنشأه إيلي حبيقة قائد القوات اللبنانية السابق سنة 1989 وتحصل على الترخيص في 31 يناير 1991. بدأ الحزب كحركة سياسية وميليشيا أعضاؤها المجموعة التي ظلت موالية لحبيقة بعد أن أزاحه سمير جعجع عن قيادة القوات سنة 1986. تولى حبيقة رئاسة الحزب في حين اختير أسعد الشفتري كنائب له وريما فرح في خطة الأمين العام. شارك الحزب عبر رئيسه في عدة حكومات بعد انتهاء الحرب وحصل على مقعدين في  التي كان من القوى المسيحية القليلة التي لم يقاطعها. ساند الحزب توجهات السياسة السورية منذ تأسيسه واستمرت مشاركته في الحكومات المتعاقبة إلى سنة 1998. انحسر تأثير الحزب بعد خسارة رئيسه في . تلقى الحزب ضربتين موجعتين أولها بوفاة نائبه السابق في البرلمان جان غانم في حادث سير في 14 يناير 2002، ثم اغتيال رئيس الحزب إيلي حبيقة بعد عشرة أيام. خلفت جينا حبيقة زوجها على رأس الحزب ثم أخذ المشعل نجله جو حبيقة. لم يشارك الحزب في انتخابات 2005 و2009 وسحب ترشحه في  بعد عدم توصله إلى اتفاق مع التيار الوطني الحر. يقتصر نشاط الحزب تقريبا على مواقف رئيسه جو حبيقة وعلى إقامة قداس سنوي في 24 يناير تاريخ اغتيال مؤسسه، فيما ينحصر تأييده أساسا في قضاء بعبدا. تربط الحزب علاقة جيدة مع التيار الوطني الحر وتيار المردة.

## الوصلات الخارجية
مدونة إيلي حبيقة مؤسس حزب الوعد